# イソベル・エルソム
イソベル・エルソム（Isobel Elsom、1893年3月16日 - 1981年1月12日）は、イングランド出身でイギリスとアメリカ合衆国で活動した女優。

## 略歴
1893年にイングランドのケンブリッジに生まれる。
1911年にロンドンの舞台で女優デビューし、1915年には映画に出演するようになる。その後、1926年にブロードウェイの舞台に初出演する。
1930年代後半に活動の拠点をアメリカに移し、ブロードウェイの舞台やハリウッド映画に出演し、1950年代以降はテレビを中心に活動する。
1981年にロサンゼルスのウッドランドヒルズで死去。

### 私生活
生涯で2度結婚している。1923年にイギリスの映画監督モーリス・エルヴィと結婚するが後に離婚、1942年に15歳年下のイギリス人俳優カール・ハーボードと結婚するが、1958年にハーボードが50歳で亡くなると、その後は独身を通した。

## 主な出演作品
- 生きてる死骸 Ladies in Retirement (1941)
- 荒鷲戦隊 Eagle Squadron (1942)
- 花の合唱（コーラス） Seven Sweethearts (1942)
- ドーヴァーの白い崖 The White Cliffs of Dover (1944)
- 霧の中の戦慄 Between Two Worlds (1944)
- クーパーの花婿物語 Casanova Brown (1944)
- 嘘つきお嬢さん Two Sisters from Boston (1946)
- 第二の妻 The Two Mrs. Carrolls (1947)
- チャップリンの殺人狂時代 Monsieur Verdoux (1947)
- 幽霊と未亡人 The Ghost and Mrs. Muir (1947)
- パラダイン夫人の恋 The Paradine Case (1947)
- デジレ Désirée (1954)
- 我が心に君深く Deep in My Heart (1954)
- 慕情 Love is a Many-Splendored Thing (1955)
- 黒の誘拐 23 Paces to Baker Street (1956)
- 炎の人ゴッホ Lust for Life (1956)
- マイヤーリング Mayerling (1957)
- 底抜け楽じゃないデス Rock-A-Bye Baby (1958)
- 奇蹟 The Miracle (1959)
- マイ・フェア・レディ My Fair Lady (1964)